# Roure Gros del Fabregar
El Roure Gros del Fabregar és un arbre monumental situat en el termenal de Castellcir, de Sant Quirze Safaja i de Sant Martí de Centelles, el dos primers de la comarca del Moianès i el tercer de la comarca d'Osona.
És a l'extrem nord del terme de Sant Quirze Safaja, a l'oriental del de Castellcir, i en el sector sud-oest del de Sant Martí de Centelles. És a prop i al nord-est de la masia de Barnils i a ponent, i una mica més llunyà de la del Fabregar. Es troba a la dreta del torrent de l'Espluga.